# محمود دسوقي
محمود دسوقي (3 أكتوبر 1981 -) هو مؤلف وكاتب سيناريو مصري.

## حياته ونشأته
من مواليد القاهرة 1981. حاصل على ليسانس الآداب قسم الإعلام شعبة الصحافة 2002 من جامعة الزقازيق، التحق بمعهد السينما قسم السيناريو 2004 ولم يكمل الدراسة به.

## أعماله ومسيرته
- عمل مساعدا أول للإخراج ومنسق للإنتاج في الفيلم الروائي القصير «الجنيه الخامس The 5th Pound» للمخرج أحمد خالد إنتاج 2005.
- شارك في تأسيس لقاء «مكان للكتابة» في ساقية الصاوي وهو مركز ثقافي بالقاهرة من أبريل 2004 حتى أبريل 2005 وهو مكان يلتقي فيه هواة كتابة الأدب - خاصة الشباب - بكل أنواعه ساعتين أسبوعيًا.
- صحفي في مجلة «جود نيوز سينما» المصرية من سبتمبر 2004 وحتى أبريل 2007.

- كتب مغامرة من 5 حلقات لمسلسل الأطفال الكارتوني «مبروك وسلطان وجميلة» لشركة «كايرو كارتون Cairo Cartoon» في مارس 2006.
- شارك في فريق كتابة الموسم الخامس من برنامج الأطفال الشهير «عالم سمسم» لشركة «الكرمة» للإنتاج في أغسطس 2006.
- شارك في فريق كتابة الموسم الثاني من مسلسل الميني كوميدي «أحمد إتجوز منى» لشركة «الكرمة» للإنتاج في سبتمبر 2006. وعمل بشكل حصري ككاتب للسيناريو في شركة الكرمة للإنتاج التعليمي والترفيهي من 2007 إلى 2008.

- شارك في ورشة الأدب «صفحة جديدة» والتي نظمتها مؤسسة المورد الثقافي لمجموعة من الأدباء والشعراء العرب واقيمت في الأردن في مادبا بمشاركة دار نشر أزمنة في مايو 2007.
- شارك بكتابة حلقتين في مسلسل السيت كوم «العيادة» الموسم الأول 2007.
- عمل رئيسا فريق الكتابة في شركة الكرمة للإنتاج التعليمي والترفيهي من 2008 إلى 2011.
- رئيس فريق الكتابة ومؤلف مسلسل "الجامعة" الموسم الأول والذي عرض في يناير 2011 على إم بي سي دراما وهو من إخراج هاني خليفة وعمرو قورة.
- المشرف على كتابة ومؤلف مسلسل «ابواب الخوف» الموسم الأول والذي عرض في يونيو 2011 على إم بي سي 1 بطولة عمرو واكد وإخراج أحمد خالد. - سيناريست حر من مايو 2011.
- المؤلف والمشرف على كتابة الموسم الأول من مسلسل (04) من إنتاج إم بي سي وإخراج خالد الرفاعي والذي عرض على إم بي سي 1 من يوم 14 يناير 2012.
- مستشار للمحتوى والسيناريو لبرنامج (شارع المرح) لدى شركة سنترال كوميدي بأبو ظبي والذي أنتجه تليفزيون أبوظبي في الفترة من مارس 2012 إلى يونيو 2012.
- تدريس كورس لكتابة المسلسل التليفزيوني في الأكاديمية اللبنانية للفنون الجميلة في بيروت في الفترة من 4 يناير 2013 حتى 26 يناير 2013.
- نشر كتابه الأول «من داخل غرفة زرقاء» وهو مجموعة قصصية.

## جوائز
فاز بجائزة الكتاب الأول المقدمة من المركز الثقافي الفرنسي عن كتابه "من داخل غرفة زرقاء" قصص والصادرة عن الكتب خان للنشر يناير 2015